# Gurkhes
|  | Per a altres significats, vegeu «Gorkha Beer». |

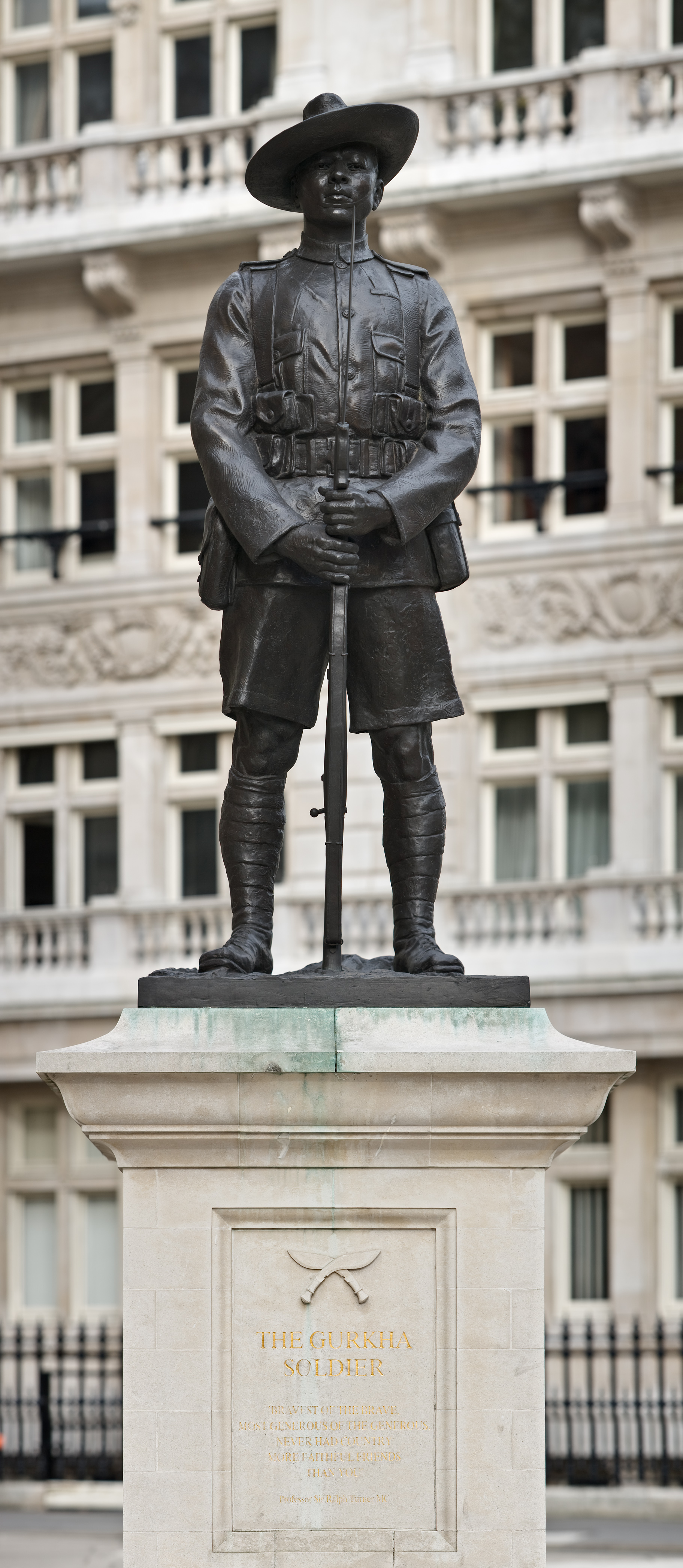
Monument al Soldat Gurkha a la Horse Guards Avenue, davant del Ministeri de Defensa, City of Westminster, Londres.

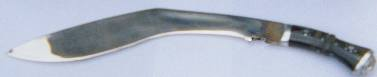
Kukri, el ganivet típic dels gurkhes.

Els gurkhes (en singular, gurkha, també escrit gorkha o gorka, en nepalès गोर्खा, pronunciat /ˈɡorkə/) són un poble originari del Nepal, que reben el nom del sant guerrer hindú del segle xviii Guru Gorakhnath. Els seus seguidors van fundar la dinastia de Gorkha, que va ser al seu torn fundadora del Regne del Nepal.
Els gurkhes són coneguts per ser ferotges combatents i servir en unitats especials de les forces armades del Regne Unit i de l'Índia. Se'ls considera com un dels grups de forces especials més ben preparats del món.

## Origen
Els ghurkes tenen l'origen en una població de Rajasthan, al nord de l'Índia, que va emigrar al Nepal al segle xvi. La seva llengua, el gurkhalî, pertany al grup indoeuropeu i és similar a l'hindi. Va esdevenir la llengua comuna del Nepal amb el nom de nepalès.
Segons la llegenda, durant el segle viii el jove príncep Bappa Rawal (nascut príncep Kalbhoj, fundador de la dinastia de Mesar) va descobrir, durant una partida de caça en les selves de Rajasthan, al sant guerrer Guru Gorkhanath en profunda meditació, i va decidir romandre al seu costat per protegir-lo durant el trànsit. Quan el gurú va tornar en si, commogut per la devoció del príncep, li va fer ofrena d'un kukri (daga típica) dient-li que ell i els seus homes serien coneguts en el món sencer per la seva bravura, amb el nom de gurkhes, és a dir, deixebles de Gorkhanath. El gurú els va donar com a missió aturar l'avanç dels invasors musulmans que amenaçaven el llavors regne budista i hinduista de l'Afganistan (en l'època conegut com a Qandahār).
El 1559, alguns gurkhes descendents de Bappa Rawal i conduïts pel seu cap dravya Shah van emigrar cap a l'est i es van establir en un petit regne al territori de l'actual Nepal, a vuitanta quilòmetres al nord-oest de Katmandú, territori al qual van donar el nom de Gorkha en honor del seu sant patró. El 1769, sota el comandament del maharajà Prithivi Narayan Shah, que va governar fins a 1775, es van apoderar de la major part de l'actual Nepal, es van instal·lar a Katmandú i van establir l'hinduisme com a religió oficial de l'estat.
El 1788 i 1791 els gurkhes van envair el Tibet i van saquejar el monestir de Tashilhunpo, en Shigatse. El 1792, el Tibet va demanar ajuda a la Xina per desfer-se dels invasors.

## Els gurkhes i la conquesta britànica

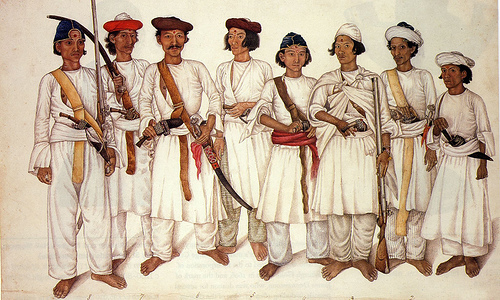
Gurkhes de 1815.

A partir de 1814, van intentar ampliar el seu territori cap al sud i van xocar amb els interessos de la Companyia Britànica de les Índies Orientals, fet que va desencadenar la Guerra Anglonepalesa de 1814-1816. Després de ser derrotats, els gurkhes van signar el Tractat de Sugauli al novembre de 1815. Més tard es van tornar a rebel·lar i van ser aixafats a Makwanpur el 1816. Durant aquesta guerra, els britànics van quedar tan impressionats per la valentia d'aquest poble que a partir de llavors els van començar a reclutar regularment, amb el permís del primer ministre Shree Teen Maharajah Jung Bahadur Rana (pare del Nepal modern), com a mercenaris organitzats en regiments en el si de l'exèrcit de la Companyia Britànica de les Índies Orientals.
Els gurkhes s'agrupen en dues castes: els Thakur/Rajput, que es consideren descendents dels gurkhes originals i que només acceptaven servir en l'exèrcit britànic com a oficials, i els gurkhes tibetomongols, que accepten començar les seves carreres com a soldats rasos. Un dels primers militars Thakur/Rajput, el general Narendra Bir Singh, dels fusellers gurkhes, va ser ajudant de camp de Lord Mountbatten. Després de la independència de l'Índia, els gurkhes thakur/rajput es van negar a servir en l'exèrcit britànic, però van autoritzar els tibetomongols a fer-ho.

## L'exèrcit de la Companyia Britànica de les Índies Orientals
Els gurkhes van servir com a mercenaris de la Companyia Britànica de les Índies Orientals durant la Guerra Pindari de 1817, a Bharatpur el 1826, i a la Primera (1845-1846) i a la Segona Guerra Sikh (1848-1849).
Durant la revolta dels sipais (1857), els gurkhes van combatre al costat dels britànics i es van convertir en part de l'Exèrcit Indi Britànic. El Segon regiment de fusellers gurkhes, anomenat també fusellers de Sirmoor, va defensar la Hindu Rao House, una posició estratègica, durant tres mesos, perdent en l'acció 327 dels seus 490 homes.

### L'Exèrcit Britànic de les Índies
Entre la revolta dels sipais i la Primera Guerra Mundial, els regiments gurkhes van servir a Birmània, a l'Afganistan, als territoris del nord-est i nord-oest de l'Índia, a Malta, durant la Guerra russoturca (1877-1878), a Xipre, Malàisia, Xina (durant la Rebel·lió dels Boxers de 1900) i al Tibet, durant l'expedició de Francis Younghusband el 1903.
Cent mil gurkhes van participar en la Primera Guerra Mundial. A Loos, França, el Vuitè de Gurkhes va combatre fins a l'últim home. També van participar en accions a Givenchy, Neuve-Chapelle i Ypres, a Iraq, Pèrsia, el canal de Suez, Palestina (per enfrontar l'avanç turc), Gal·lípoli i Salònica. Un dels seus destacaments va estar sota el comandament de Lawrence d'Aràbia.
Després de la Primera Guerra, els gurkhes van participar en la Tercera guerra angloafganesa (1919) i en nombroses campanyes a la frontera nord-oest, especialment al Waziristan.
A partir de 1920, els gurkhes podien rebre un despatx del Rei de l'Índia, cosa que els convertia en oficials britànics. Això, però, no va ser gens comú fins a la Segona Guerra Mundial. Durant la Segona Guerra Mundial, la corona nepalesa va autoritzar el reclutament de vint batallons suplementaris, fins a un total de quaranta. Els gurkhes van combatre a Síria, al nord d'Àfrica, Itàlia, Grècia, Singapur i Birmània.

## Independència de l'Índia
Després de la independència de l'Índia, el 1947, la sort dels gurkhes va ser regulada per un acord tripartit entre l'Índia, el Nepal i el Regne Unit. El principal objecte de l'acord va ser assegurar als gurkhes que servissin a la corona britànica el mateix tractament i escala salarial que havia estat donat a l'exèrcit de l'Índia. Aquesta escala, clarament inferior als nivells de l'exèrcit britànic, era parcialment compensada pel cost de la vida i les facilitats d'allotjament concedides.
En virtut d'aquest acord, el Sisè Regiment de Gurkhes es va unir a l'exèrcit indi i altres quatre van ser transferits a l'exèrcit britànic. Per a gran decepció dels seus oficials britànics, la majoria dels gurkhes que van tenir l'opció de triar entre servir en l'exèrcit britànic o l'exèrcit indi van optar per aquest últim, pel fet que així continuarien en un territori que els era més familiar. Altres es van quedar en l'exèrcit britànic.

### Gurkhes a l'exèrcit britànic
El 1982 van participar en la Guerra de les Malvines. El 2007 hi havia més de 3.000 gurkhes actius fent servei en operacions d'ultramar, incloent l'Iraq i l'Afganistan. Molts dels veterans que estan a Gran Bretanya van estar a Hong Kong fins a l'any 1997, data en què va ser retornat aquest territori a la Xina. El 2007, aquells que s'havien retirat abans de 1997 (avui veterans) van realitzar un acte de desgreuge, retornant les seves medalles de guerra, per les seves baixes pensions (en comparació als seus parells britànics) i pel dret de romandre al país al qual van servir.

## Formació
És comú sentir a dir que la preparació d'un gurka comença al voltant dels 10 anys, moment en el qual són reclutats per l'exèrcit britànic (això és considerat un gran honor per les seves famílies). Aquesta preparació tindria una durada d'uns 5 anys (des dels 10 als 15 anys aproximadament), per després passar a servei actiu fins al voltant dels 30 anys, després d'això passen a la reserva.